# Rzędzisław
Rzędzisław – staropolskie imię męskie, złożone z członu Rzędzi- ("rządzić") oraz członu -sław ("sława"). Może oznaczać "ten, którego sława płynie z dobrego rządzenia".
Rzędzisław obchodzi imieniny 4 października.